# न
Cette page contient des caractères spéciaux ou non latins. S’ils s’affichent mal (▯, ?, etc.), consultez la page d’aide Unicode.
न, appelé na et transcrit n, est une consonne de l’alphasyllabaire devanagari.

## Représentations informatiques
Ses Unicode sont, :
| formes   | représentations | chaînes de caractères | points de code | descriptions                                    |
| -------- | --------------- | --------------------- | -------------- | ----------------------------------------------- |
| pleine   | न               | न                     | U+0928         | lettre devanagari na                            |
| morte    | न्               | न◌्                    | U+0928 U+094D  | lettre devanagari na, symbole devanagari virama |
| suscrite | ꣭                | ꣭                      | U+A8ED         | diacritique devanagari lettre na                |